# Giaveno
Giaveno là một đô thị ở tỉnh Torino trong vùng Piedmont, có vị trí cách khoảng 30 km về phía tây của Torino, nước Ý. Tại thời điểm ngày 31 tháng 12 năm 2004, đô thị này có dân số 15.191 người và diện tích là 72 km².
Đô thị Giaveno có các frazioni (các đơn vị trực thuộc, chủ yếu là các làng) Alpe Colombino, Buffa, Chiarmetta, Colpastore, Dalmassi, Maddalena, Mollar dei Franchi, Pontepietra, Provonda, Ruata Sangone, Sala, Selvaggio, và Villa.
Giaveno giáp các đô thị: Avigliana, Valgioie, Coazze, Trana, Perosa Argentina, Cumiana, Pinasca.